# Khodzhaaryk
Khodzhaaryk är en ort i Kirgizistan. Den ligger i den sydvästra delen av landet, 400 km sydväst om huvudstaden Bisjkek. Khodzhaaryk ligger 1 671 meter över havet och antalet invånare är 8 122.
Terrängen runt Khodzhaaryk är kuperad åt nordost, men åt sydväst är den bergig. Khodzhaaryk ligger nere i en dal. Runt Khodzhaaryk är det ganska tätbefolkat, med 67 invånare per kvadratkilometer. Khodzhaaryk är det största samhället i trakten. I omgivningarna runt Khodzhaaryk växer i huvudsak barrskog.